# Себастьян Міранда да Сілва Фільйо
Себастьян Міранда да Сілва Фільйо (порт. Sebastião Miranda da Silva Filho), більш відомий як Мірандінья (порт. Mirandinha, нар. 26 лютого 1952, Бебедору) — бразильський футболіст, що грав на позиції нападника. По завершенні ігрової кар'єри — тренер.
Виступав, зокрема, за клуби «Корінтіанс» та «Сан-Паулу», а також національну збірну Бразилії.

## Клубна кар'єра
У дорослому футболі дебютував 1968 року виступами за команду «Америка» (Сан-Паулу), в якій провів три сезони. Своєю грою за цю команду привернув увагу представників тренерського штабу клубу «Корінтіанс», до складу якого приєднався 1970 року. Відіграв за команду з Сан-Паулу наступні чотири сезони своєї ігрової кар'єри.
1974 року уклав контракт з клубом «Сан-Паулу», у складі якого провів наступні п'ять років своєї кар'єри гравця. У складі «Сан-Паулу» був одним з головних бомбардирів команди, маючи середню результативність на рівні 0,53 гола за гру першості. За цей час виборов титул чемпіона Бразилії у 1977 та чемпіона штату Сан-Паулу у 1975 році.
Влітку 1978 року Мірандінья перейшов у американський «Тампа-Бей Раудіз» з Північноамериканської футбольної ліги.  Того сезону команда з бразильцем вийшла у фінал турніру, де в грі проти зіркового «Нью-Йорк Космос» Мірандінья забив гол, але його команда програла 1:3. Наступний сезон 1979 року бразилець теж розпочав у складі «Раудіз», але в його середині, 7 червня 1979 року, перейшов в інший клуб NASL «Мемфіс Рогс», де і грав до кінця року.
У другій половині сезону 1979/80 Мірандінья грав за мексиканський «УАНЛ Тигрес», після чого повернувся на батьківщину і грав за ряд невеликих клубів аж до завершення кар'єри 1985 року. В подальшому працював головним тренером кількох бразильських клубів.

## Виступи за збірну
31 березня 1974 року дебютував в офіційних матчах у складі національної збірної Бразилії в матчі проти збірної Мексики (1:1).
У складі збірної був учасником чемпіонату світу 1974 року у ФРН. Під час чемпіонату він зіграв у 4 матчах, включаючи програний матч за 3-тє місце проти збірної Польщі, який став останнім його матчем у збірній. Загалом протягом року Мірандінья провів у її формі 7 матчів.

## Титули і досягнення

### Командні
- Чемпіон Бразилії (3):

«Сан-Паулу»: 1977
- Переможець Ліги Пауліста (1):

«Сан-Паулу»: 1975

### Особисті
- Володар бразильського Срібного м'яча: 1973